# Alberto Uribe Sierra
Alberto Uribe Sierra (Andes, 25 de noviembre de 1932-San Roque, 14 de junio de 1983) fue un hacendado, ganadero y criador de caballos colombiano. 
Fue padre de los empresarios y ganaderos Álvaro Uribe (presidente de Colombia entre 2002-2010), Jaime Alberto y Santiago Uribe Vélez.  
Murió asesinado en 1983 en su hacienda La Guacharaca. Su familia atribuye el homicidio a que opuso resistencia a un intento de secuestro por parte de las Fuerzas Armadas Revolucionarias de Colombia - Ejército del Pueblo (FARC-EP), (lo cual, como muchos otros delitos, no ha sido reconocido por los excombatientes de esa organización criminal).
Algunos autores y artículos de prensa han señalado que existía cercanía entre Alberto Uribe y varias personas vinculadas al narcotráfico.

## Biografía
Nació en Andes, Antioquia, el 25 de noviembre de 1932. Era hijo del empresario Luis Uribe González y Celia Sierra Velásquez. Estuvo casado con Laura Vélez Uribe.
Alberto era, junto con la familia Mejía Correa de Corbeta, uno de los dueños de la Hacienda La Carolina, en Santa Rosa de Osos (Antioquia), una ganadería de lidia.

## Familia
Alberto tuvo 6 hijos fruto de dos relaciones. Con su esposa, Laura Vélez Uribe, tuvo 5 hijos.Con Marta Elena Uribe Soto tuvo a su hijo menor, Camilo Uribe Uribe, sin embargo, nunca contrajeron nupcias.
Su hijo mayor, Álvaro Uribe, fue director de la Aerocivil, alcalde de Medellín, senador, gobernador de Antioquia y presidente de Colombia.
Fue primo hermano del político y exsenador colombiano Mario Uribe Escobar.

### Nexos con narcotraficantes
Por conexiones familiares y de amistad, se asocia a Alberto Uribe con narcotraficantes colombianos, en especial con el Cartel de Medellín. Sin embargo, no existen lazos familiares que vinculen a Uribe Sierra con Pablo Escobar. No se conocen procesos judiciales que se hubieran iniciado contra Alberto Uribe por hechos relacionados con el narcotráfico.
En 1984, un año después de su muerte, el helicóptero de Alberto Uribe Sierra fue encontrado en el mayor laboratorio de cocaína en los Llanos orientales, conocido como Tranquilandia, propiedad del Cartel de Medellín. Se dijo que el helicóptero que su hijo Álvaro Uribe utilizó para llegar a la finca a recoger el cadáver de su padre también era propiedad de Pablo Escobar, según un periódico contemporáneo a los hechos.Sin embargo, la Aeronáutica Civil de Colombia certificó que dicho helicóptero no perteneció a Escobar.
Su madre, Celia Sierra, no tiene lazos familiares con Juan Carlos Sierra, alias El Tuso, narcotraficante y paramilitar extraditado a los Estados Unidos.
Su esposa, Laura Vélez Uribe, era sobrina de Roberto Vélez, quien estaba casado con la hermana del ganadero Fabio Ochoa y padre de los narcotraficantes del Clan Ochoa Vásquez. Por consiguiente, Laura tenía parentesco de afinidad en sexto grado con los Ochoa Vásquez (la legislación colombiana solo contempla el parentesco de consanguinidad o afinidad hasta el cuarto grado).
Su hijo Jaime Alberto Uribe (fallecido en 2001) tuvo una hija en 1980 con Dolly Cifuentes - Ana María Uribe Cifuentes - cuando Dolly tenía 16 años.Dolly es hermana de Francisco "Pacho" Cifuentes, acusado de haber sido piloto de Pablo Escobar.Dolly fue capturada por narcotráfico y asociación con el Chapo Guzmán en el año 2011.En el 2012 fue extraditada a los Estados Unidos, y condenada a 5 años de prisión tras declararse culpable ante un juez federal.Si bien se ha afirmado que Ana María Uribe Cifuentes también fue capturada, no existe registro de dicha captura o de un sitio de reclusión, no fue pedida en extradición y no se conoce la existencia de un juicio o de una condena en su contra. Actualmente no figura en la lista OFAC.

## Asesinato
Alberto murió asesinado el 14 de junio de 1983, en su hacienda La Guacharaca, ubicada en San Roque, Antioquia, a los 50 años de edad.

### Versión oficial
Alberto iba a bordo de un helicóptero en compañía de sus hijos Santiago y María Isabel. Cuando el helicóptero tocó tierra el piloto advirtió a los Uribe que unos intrusos habían entrado en la hacienda. Fue cuando se percató de que eran las FARC-EP, quienes habían amenazado previamente a Uribe Sierra con secuestrarlo. 
Luego de un cruce de disparos (pues Alberto se les enfrentó a tiros) tres guerrilleros le dispararon en dos ocasiones, ocasionándole la muerte.
Autores como Wilson Orozco acusan a su hijo Álvaro Uribe de haber patrocinado grupos paramilitares en venganza por el homicidio de su padre. Las FARC-EP, no reconocen el asesinato de Alberto Uribe, negando la autoría del mismo.